# Lamalou-les-Bains
Lamalou-les-Bains är en kommun i departementet Hérault i regionen Occitanien i södra Frankrike. Kommunen ligger i kantonen Saint-Gervais-sur-Mare som tillhör arrondissementet Béziers. År 2022 hade Lamalou-les-Bains 2 421 invånare.

## Befolkningsutveckling
Antalet invånare i kommunen Lamalou-les-Bains
Referens:INSEE